# Stoyan Bobekov
Stoyan Bobekov (em búlgaro:  Стоян Бобеков, nascido em 10 de novembro de 1953) é um ex-ciclista olímpico búlgaro. Bobekov representou sua nação em dois eventos nos Jogos Olímpicos de Verão de 1976.